# Raionul Nijîn (pre-2020), Cernihiv
Nijîn (în ucraineană Ніжинський район, transliterat: Nijînskîi raion) este un raion în regiunea Cernigău, Ucraina. Reședința sa este orașul regional Nijîn, care nu aparține raionului.

## Demografie
Componența lingvistică a raionului Nijîn
     Ucraineană (98,51%)
     Rusă (1,34%)
     Alte limbi (0,09%)
Conform recensământului din 2001, majoritatea populației raionului Nijîn era vorbitoare de ucraineană (98,51%), existând în minoritate și vorbitori de rusă (1,34%).